# Tulunan
Tulunan ist eine philippinische Stadtgemeinde in der Provinz Cotabato. Sie hat 56.513 Einwohner (Zensus 1. August 2015).

## Baranggays
Tulunan ist administrativ in 29 Baranggays unterteilt.
| - Bagumbayan - Banayal - Batang - Bituan - Bual - Daig - Damawato - Dungos - Kanibong - La Esperanza - Lampagang - Bunawan - Magbok - Maybula - Minapan | - New Caridad - New Culasi - New Panay - Paraiso - Poblacion - Popoyon - Sibsib - Tambac - Tuburan - F. Cajelo - Bacong - Galidan - Genoveva Baynosa - Nabundasan |